# Lambert Dewonck
Lambert Marie Camille Leon Dewonck (Alleur, 17 september 1879 - Luik, 19 november 1959) was een Belgisch volksvertegenwoordiger en burgemeester.

## Levensloop
Dewonck promoveerde tot landbouwingenieur aan de Katholieke Universiteit Leuven.
In 1921 werd hij verkozen tot raadslid en onmiddellijk benoemd tot burgemeester in de gemeente Nudorp. Hij bleef dit ambt uitoefenen tot aan zijn dood.
Hij werd ook verkozen tot provincieraadslid (1925-1933).
In 1933 volgde hij de overleden Jules de Geradon op als katholiek volksvertegenwoordiger voor het arrondissement Luik en vervulde dit mandaat tot aan de wetgevende verkiezingen van 1936.